# Pleasant Dreams
Pleasant Dreams je šesté studiové album americké punk rockové skupiny Ramones. Jeho producentem byl Graham Gouldman. Album poprvé vyšlo v červenci 1981 u Sire Records a v žebříčku Billboard 200 se dostalo nejlépe na 58. místo. V srpnu 2002 vyšlo album v reedici u Rhino Records.

## Seznam skladeb
| Pořadí | Název                                   | Autor          | Délka |
| ------ | --------------------------------------- | -------------- | ----- |
| 1.     | We Want the Airwaves                    | Joey Ramone    | 3:22  |
| 2.     | All's Quiet on the Eastern Front        | Dee Dee Ramone | 2:14  |
| 3.     | The KKK Took My Baby Away               | Joey Ramone    | 2:32  |
| 4.     | Don't Go                                | Joey Ramone    | 2:48  |
| 5.     | You Sound Like You're Sick              | Dee Dee Ramone | 2:42  |
| 6.     | It's Not My Place (In the 9 to 5 World) | Joey Ramone    | 3:24  |
| 7.     | She's a Sensation                       | Joey Ramone    | 3:29  |
| 8.     | 7-11                                    | Joey Ramone    | 3:38  |
| 9.     | You Didn't Mean Anything to Me          | Dee Dee Ramone | 3:00  |
| 10.    | Come On Now                             | Dee Dee Ramone | 2:33  |
| 11.    | This Business Is Killing Me             | Joey Ramone    | 2:41  |
| 12.    | Sitting in My Room                      | Dee Dee Ramone | 2:30  |

| Bonusy na reedici z roku 2002 | Bonusy na reedici z roku 2002  | Bonusy na reedici z roku 2002 | Bonusy na reedici z roku 2002 |
| Pořadí                        | Název                          | Autor                         | Délka                         |
| ----------------------------- | ------------------------------ | ----------------------------- | ----------------------------- |
| 13.                           | Touring (verze 1981)           | Joey Ramone                   | 2:49                          |
| 14.                           | I Can't Get You Out of My Mind | Ramones                       | 3:24                          |
| 15.                           | Chop Suey (alternativní verze) | Joey Ramone                   | 3:32                          |
| 16.                           | Sleeping Troubles (demo)       | Ramones                       | 2:07                          |
| 17.                           | Kicks to Try (demo)            | Ramones                       | 2:09                          |
| 18.                           | I'm Not an Answer (demo)       | Ramones                       | 2:55                          |
| 19.                           | Stares in This Town (demo)     | Ramones                       | 2:26                          |

## Obsazení
- Joey Ramone – zpěv
- Johnny Ramone – kytara
- Dee Dee Ramone – baskytara, doprovodný zpěv
- Marky Ramone – bicí
- Dick Emerson – klávesy
- Dave Hassel – perkuse
- Graham Gouldman – doprovodný zpěv
- Russell Mael – doprovodný zpěv
- Ian Wilson – doprovodný zpěv
- Debbie Harry – doprovodný zpěv
- Kate Pierson – doprovodný zpěv
- Cindy Wilson – doprovodný zpěv